# サウスカロライナ級戦艦
サウスカロライナ級戦艦（サウスカロライナきゅうせんかん South Carolina-class battleships）はアメリカ海軍の弩級戦艦の艦級。本級は2隻が建造された。

## 設計
本級はドレッドノートよりも早く設計され、その設計思想は類似点が多かったが、建造が遅れたためドレッドノートの就役後に起工することになった。本級の設計に関しては、1902年にアメリカ海軍の公式「議事録」に本級に関する議論が残されている。本級は、ゼロから設計を行なった革命的なドレッドノートとは違い、前級のコネチカット級戦艦を継承発展させたものであった。全てのアメリカ戦艦に共通する設計上の思想は本級にも明確に受け継がれている。

## 機関
それまでのアメリカ戦艦は長大な航続距離を持つものの、燃料である石炭の貯蔵庫が船体設計に悪影響を与えていた。そのため本級では高出力ではないが燃費に優れる三段膨張式レプシロ蒸気機関が採用された。しかしそのために最大速力は20ノット以下の低速に留まった。同様の主機はニューヨーク級戦艦の2隻およびデラウェア、オクラホマに採用された。

## 武装
本級は当初武装として連装8インチ砲に変えて単装12インチ砲を上部構造上に装備し、貧弱な7インチ副砲を撤去したが、12インチ砲は射撃の反動によるトラブルが多発したため、砲塔に収められる改修が行われた。
サウスカロライナ級は背負式の砲塔を持つ世界初の戦艦となり、4基の砲塔を前後2基ずつ背負式に置くこの砲塔配置は以後の艦でも、また他国の艦でも多く採用された。この砲塔配置は先に完成した2番艦の名を取って「ミシガン配置」と呼ばれている。全ての砲を舷側へ指向可能となり、舷側部分の砲を廃止することで、前級同様の重量で建造することができた。

## 戦歴
第一次世界大戦の間、両艦はその低速による行動制限のために前弩級戦艦と作戦行動を共にした。ワシントン海軍軍縮条約の結果2隻とも廃棄された。